# Darja Dawydowa
Darja Grigorjewna Dawydowa (ros. Дарья Григорьевна Давыдова, ur. 21 marca 1991) – rosyjska judoczka. Olimpijka z Tokio 2020, gdzie zajęła siedemnaste miejsce w wadze półśredniej.
Uczestniczka mistrzostw świata w 2011, 2017, 2018 i 2019. Startowała w Pucharze Świata w latach: 2011, 2012, 2014-2016 i 2019. Wicemistrzyni Europy w 2021; siódma w 2019 i 2020. Zdobyła złoty medal na igrzyskach europejskich w 2019 w drużynie. Brązowa medalistka igrzysk wojskowych w 2019. Wygrała MŚ wojskowych w 2023 i trzecia w 2021. Mistrzyni Rosji w 2017; druga w 2015; trzecia w 2010, 2011, 2012 i 2018 roku.

## Letnie Igrzyska Olimpijskie 2020
| Konkurencja | Eliminacje                 | Klas. końcowa |
| Konkurencja | Przeciwnik I               | Miejsce       |
| ----------- | -------------------------- | ------------- |
| 63 kg       | Anriquelis Barrios (VEN) P | 17.           |